# Coscomatepec (municipalité)
La municipalité de Coscomatepec est l'une des 212 municipalités de l'État de Veracruz, et est située dans la partie centrale de cet État. Elle se situe à l'ouest du golfe du Mexique, sur les contreforts de la chaîne de montagnes de la Sierra Madre orientale, et se trouve à cheval entre les bassins versants des rivières Río Blanco, affluent nord du fleuve Río Papaloapan, Río Cotaxtla, affluent du fleuve Río Jamapa, tandis que ce dernier fleuve la traverse également. Elle est brièvement limitrophe de l'État de Puebla au nord. Son chef-lieu est la ville de Coscomatepec de Bravo. Elle dépend de la région administrative de Las Montañas, qui est une des 10 subdivisions administratives de l'État de Veracruz.

## Géographie
La municipalité de Coscomatepec se trouve pour l'essentiel dans le bassin versant du fleuve Río Jamapa, mais confine au sud dans celui du Río Papaloapan. Sa limite sud est en effet formée par la rivière Metlac, affluent de la rivière Río Blanco, elle-même principal affluent nord du fleuve Río Papaloapan. Elle est ensuite traversée, en son centre et d'ouest en est, par la rivière Río Cotaxtla, principal affluent du fleuve Río Jamapa. Ce dernier la traverse enfin d'ouest est dans ses confins nord, formant très brièvement sa limite administrative. Assise sur les contreforts du massif montagneux de la Sierra Madre orientale, son altitude oscille entre 1300 et 3300 mètres. Son chef-lieu, la ville quasi éponyme de Coscomatepec de Bravo, se trouve dans la partie nord-est de son territoire. Ce territoire couvre une superficie de 157,7 km2, et était peuplé en 2020 de 59 471 habitants, pour une densité de 377,2 habitants par km2.
Cette municipalité est limitrophe au nord, dans l'État de Puebla, de celle de Chichiquila, puis au nord-ouest, dans l'État de Veracruz, de celles de Calcahualco, et d'Alpatláhuac, au sud-ouest de celle de La Perla, au sud de celle d'Atzacan, au sud-est de celles de Chocamán et de Tomatlán, et à l'est de celles d'Ixhuatlán del Café et de Huatusco.

## Composition et démographie
La municipalité était composée en 2020 de 65 localités, dont 4 étaient considérées comme urbaines, les autres étant rurales.
| Localité              | Population |
| --------------------- | ---------- |
| Coscomatepec de Bravo | 16 364     |
| Xocotla               | 8735       |
| Tetelzingo            | 7434       |
| Cuiyachapa            | 2704       |
| Tenixtepec            | 2475       |
| Reste des localités   | 23 759     |
| Total population      | 59 471     |

En plus de l'espagnol, plusieurs langues amérindiennes sont parlées dans la municipalité, dont les principales sont par ordre d'importance : le nahuatl et le mazatèque, les autres étant très marginales.

## Histoire
En 1813, le général Nicolás Bravo y brise un siège imposé par l'Espagne, dans le contexte de la guerre d'indépendance du Mexique.
En 1903, la ville chef-lieu de la municipalité, San Juan Coscomatepec, obtient le statut de ville (ciudad), et prend le nom de Coscomatepec de Bravo, en honneur du général Nicolás Bravo.

## Économie

### Agriculture et élevage
La superficie des parcelles semées représentait en 2019 une surface totale de 5299 hectares, parmi lesquels 3350 hectares voués à la culture du maïs, 717 hectares voués à la culture du haricot, et 604 hectares voués à celle de la chayote, une variante tropicale de cucurbitacée, dont le fruit est comestible.
En 2020, la production de viande par tonnes comprenait 230,6 tonnes de viande bovine, 995 tonnes de viande porcine, 62,4 tonnes de viande ovine, 10,5 tonnes de viande caprine, 18 688,2 tonnes de volailles, et 3,7 tonnes de dinde. La superficie vouée à l'élevage représentait alors 6666 hectares.